# Lauenhof
Lauenhof ist ein bewohnter Gemeindeteil im Ortsteil Jagow der amtsfreien Gemeinde Uckerland im Landkreis Uckermark in Brandenburg.

## Geographie
Der Ort liegt drei Kilometer südöstlich von Jagow und neun Kilometer nordnordwestlich von Prenzlau. Die Nachbarorte sind Schindelmühle im Norden, Karlstein und Bandelow im Nordosten, Schönwerder im Südosten, Steinfurth im Süden, Holzendorf im Südwesten, Zernikow im Westen sowie Kutzerow, Taschenberg und Jagow im Nordwesten.